# El pasado que vuelve
El pasado que vuelve es una obra de teatro en tres actos escrita por Miguel de Unamuno.

## Argumento
La obra relata la historia de la saga de la familia Rodero a través de cuatro generaciones, empezando por el patriarca, Don Matías un hombre hecho a sí mismo que consiguió amasar una fortuna gracias a sus esfuerzos y continuando con su hijo Víctor y su nieto, ambos periodistas. Se concluye que las circunstancias y las reacciones humanas ante los avatares de la vida siempre acaban repitiéndose a pesar del paso del tiempo.

## Publicación y Representaciones
La obra fue escrita en 1910, aunque no se publicó hasta 1959. Sobre los escenacios se estrenó en el Teatro Liceo de Salamanca en 1923.